# Tropidoptera
Tropidoptera é um género de gastrópode  da família Amastridae.
Este género contém as seguintes espécies:
- Tropidoptera heliciformis